# Рязанцев, Сергей Валентинович
Серге́й Валенти́нович Ряза́нцев (род. 1956, Ленинград) — доктор медицинских наук, профессор, заслуженный врач Российской Федерации, заместитель директора по научной работе Санкт-Петербургского НИИ уха, горла, носа и речи, главный отоларинголог Северо-Западного федерального округа, член Союза писателей России.

## Биография
Сергей Валентинович Рязанцев родился в 1956 году в Ленинграде.

### Образование
- 1979 год — закончил (с отличием) Первый Санкт-Петербургский государственный медицинский университет имени академика И. П. Павлова.
  - На кафедре оториноларингологии данного Института окончил:
    - клиническую ординатуру (1981 г.) и
    - очную аспирантуру (1983 г.),

  - 1983 год — защитил кандидатскую диссертацию «Клинико-лечебная тактика при хронических риносинуситах у больных бронхиальной астмой»
  - 1991 год — защитил докторскую диссертацию «Полипозный риносинусит при бронхообструктивном синдроме».

### Карьера
- доктор медицинских наук,
- профессор кафедры оториноларингологии Северо-Западного медицинского университета им. И.И. Мечникова,
- заслуженный врач Российской Федерации,
- заместитель директора по научной работе Санкт-Петербургского НИИ уха, горла, носа и речи,
- главный отоларинголог Северо-Западного федерального округа,
- профессор кафедры оториноларингологии Санкт-Петербургской медицинской академии последипломного обучения;
- член Союза писателей России (с 1995 года).

## Общественная деятельность
- член президиума Европейской федерации оториноларингологических обществ (EFOS),
  - представитель России в EFOS,
- член президиума Российского общества оториноларингологов,
- заместитель главного редактора журнала «Российская оториноларингология»,
- член комиссии по подготовке медицинских стандартов при Главном оториноларингологе МЗ РФ.

## Публикации
Сергей Валентинович Рязанцев — автор около 400 печатных работ[каких?], в том числе 12 монографий[каких?] и научных глав руководства[какого?].
Он также опубликовал несколько научно-популярных[каких?] и художественных[каких?] произведений; был дважды удостоен литературных премий[каких?] за лучшую книгу года[когда?].